# 구례 장천사
장천사는 대한민국 전라남도 구례군 토지면에 있다. 2003년 5월 22일 구례군의 향토문화유산 제6호로 지정되었다.

## 개요
이 건물은 고당 김규태(1902-1965) 선생의 후진양성을 위한 강학 활동과 저술 등 학문연구의 도장으로 알려진 건물이다. 고당은 한훤당 김굉필의 13대손으로 1927년경에 율계 정기선생을 따라 오미동으로 이거하여 경학을 탐구하였다. 율계선생의 뜻에 따라 이 곳에 용암재를 짓고 후학양성에 힘썼으며 특히 시부와 서예에 뛰어나 전국에서 제자들이 구름처럼 모였다